# Cəlilkənd
Cəlilkənd è un comune dell'Azerbaigian situato nel distretto di Şərur.